# 漢考克 (緬因州)
漢考克（英語：Hancock）是一個位於美國緬因州漢考克縣的市鎮。

## 人口
根據2020年美國人口普查的數據，漢考克的面積為100.67平方千米，當中陸地面積為77.80平方千米，而水域面積為22.87平方千米。當地共有人口2466人，而人口密度為每平方千米24人。